# 普林采夫卡农村居民点
普林采夫卡农村居民点（俄语：Принцевское сельское поселение）是俄罗斯联邦别尔哥罗德州瓦卢伊基区所属的一个农村居民点。其下辖有5个居民点，行政中心为普林采夫卡。据2016年统计，该农村居民点的人口为1517人。